# Martin Reschner
Martin Reschner (Nagyszeben, 1791. május 1. – 1872. február 16.) erdélyi szász evangélikus lelkész és történész.

## Élete
A gimnáziumot szülővárosában végezte 1812-ben, amikor gróf Teleki Mihály fiainak nevelője lett. 1815-től 1817-ig a jénai egyetemen tanult. Mint a nagyszebeni gimnázium tanárát, 1821. július 7-én Kisdisznódra választották meg lelkésznek. 1828-tól Johann Georg Schaserrel (1792-1860) és Karl Neugeborennel (1789-1861) az erdélyi szászok középkori levéltárának összeállításán dolgozott. 1835. szeptember 12-én Talmácson foglalta el lelkészi állását, ahol 1863-ban elgyengülvén, Hienz Frigyes helyettesítette.
Cikkeket írt a brassói Blätter für Geist, Gemüth und Vaterlandskunde c. folyóiratba; a Schuller által kiadott Archiv für die Kenntniss von Siebenbürgens Vorzeit und Gegenwartba (263-296. l. Kritische Beiträge zur Kirchengeschichte des hermannstädter Capitels vor der Reformation; ennek folytatása az Archiv des Vereins für siebenb. Landeskunde I. köt. 3. füzet. 71-134. l. és ugyanezen Archiv N. Folge 3. köt. 383-430. l.)

## Munkája
- De praediis praedialibusque Andreani commentatio. Cibinii, 1824

### Kéziratban
Diplomatorium continens monimenta antiqua litteratoria res Saxonum Transsilvaniae tam ecclesiasticas, quam civiles illustrantia; 11 ívrét kötet több mint 3000 oklevél-másolattal, melyet Reschner nagy pontossággal többnyire a szász nemzeti-, nagyszebeni tanács- és káptalan-levéltárából másolt; ezenkívül hét ívrét kötet: Collectanea varia historico diplomatica; saját kézirata, ezt és az előbbi gyűjteményt 1865 októberében a későbbi történetírók használatára a báró Bruckenthal-múzeumnak ajándékozta.